# جازمين ووهر
جازمين ووهر (بالألمانية: Jasmin Wöhr) مواليد 21 أغسطس 1980 في توبينغن، ألمانيا الغربية، هي لاعبة كرة مضرب ألمانية سابقة بدأت مسيرتها كمحترفة سنة 1999 وكانت تلعب باليد اليمنى، اعتزلت اللعب في 2012. كما أنها إحدى بطلات الجراند سلام. أعلى تصنيف لها في الفردي كان 188. أعلى تصنيف لها في الزوجي كان 46.

## روابط خارجية
- جازمين ووهر على موقع رابطة محترفات التنس (الإنجليزية)
- جازمين ووهر على موقع الاتحاد الدولي لكرة المضرب (الإنجليزية)
- جازمين ووهر على موقع كأس بيلي جين كينغ (الإنجليزية)
- جازمين ووهر على موقع خلاصة التنس.كوم (الإنجليزية)